# القوس (ليبيا)

قوس فلليني بعيد الحرب العالمية الثانية.

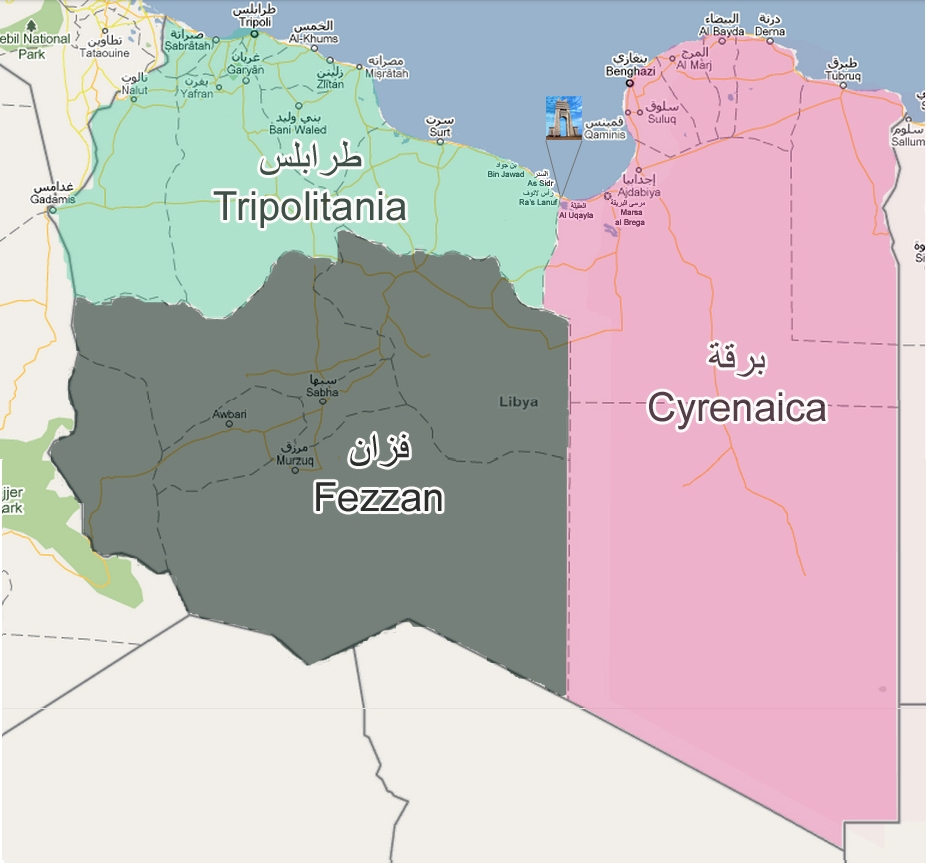
موقع قوس فلليني بعيد الحرب العالمية الثانية.

القوس (كما كان يسمى محليا) أو قوس الأخوان فيليني (بالإيطالية: L’Arco dei Fileni)‏ كان قوسا ونصبا تذكاريا من الرخام، وبوابة عبور بنيت في فترة الاحتلال الإيطالي تحت حكم إيتالو بالبو لليبيا، بين إقليم برقة وإقليم طرابلس آنذاك على بقايا منطقة «هيكل الأخوان فلليني» وتذكيرا بهما.
كان هذا البناء الواقع بالقرب من راس لانوف يمثل بوابة حدودية كانت تفصل بين برقة وطرابلس، رغم أن الإقليمين كانا مُدمجين وقت إنشاء القوس في مستعمرة واحدة اسم «ليبيا الإيطالية»، وكان الليبيون يطلقون عليه تسمية «القوس».
صمم القوس المهندس فلوريستانو دي فاوستو [الإنجليزية]، وتم بناؤه في 16 مارس 1937. أضيف إلى القوس عبارة بالإيطالية "Tu non vedrai nessuna cosa al mondo maggior di Roma" وتعني «سوف لن ترى شي في العالم أكبر من روما».
يعلو النصب تمثالان كبيران للأخوين فلييني من البرونز في وضعية السقوط.
بعد استقلال ليبيا تمت صيانة القوس وأعيد كتابة أبيات شعرية من قبل الشاعر الليبي أحمد رفيق المهدوي على جدرانه.[بحاجة لمصدر]

## تاريخ
سبب إنشاء هذا القوس يعود إلى ما يزيد عن 2500 عام خلت، كون أن الإغريق الذين كانوا يسيطرون على شرق ليبيا والبونيقيون الذين كانوا يسيطرون على غرب ليبيا في وقت من الأوقات، اتفقوا على ترسيم الحدود بينهما في نقطة تلاقي عداءين رياضيين من كل طرف من أقصى نقطة في ساحل الطرف الآخر، بحيث يتم الجري عبر ساحل البحر المتوسط، ولتكون منطقة تلاقي العدائين هي الحدود الفاصلة بين الحضارتين.
وبسبب التعرجات على ساحل برقة فقد استغرقت من عدائي الإغريق الأخوين فلليني وقتا أطول من عدائي البونيقيين، ليصل الأخوين إلى المنطقة وليدفنا بها، وليعرف المكان لاحقا بهيكل الأخوان فلليني.
وبعيد احتلال إيطاليا لليبيا، تم إنشاء القوس تكريما للأخوين فلييني.
يقع هذا القوس إلى الغرب من نقطة لقاء الأخوين فيللني بحوالي 30 كم.
تم هدم القوس في العام 1970،[بحاجة لمصدر] بُعيد وصول العقيد معمر القذافي إلى السلطة، في حين لا يزال التمثالان موجودان في موقع قرب الطريق بمنطقة سلطان شرقي مدينة سرت 60 كيلو. وتقع غير بعيد عن أطلاله مقبرة ألمانية بالمكان.